# Sigarenindustrie (Valkenswaard)
Valkenswaard is, naast Eindhoven, een belangrijk centrum van de sigarenindustrie in Nederland geweest.

## Het begin: Van Best
Twee tweelingbroers, Jan en Jasper van Best, die koopmanszonen waren, kregen hun opleiding op een internaat in Turnhout, waar ze bevriend raakten met kinderen van een Eindhovense sigarenfabrikant. Toen ze terugkwamen, gingen ze nog een stage lopen bij tabaksfirma's, waarna ze in 1864 een tabakskerverij begonnen, waarbij ze snuif-, pruim- en pijptabak produceerden onder de naam Landmantabak. 

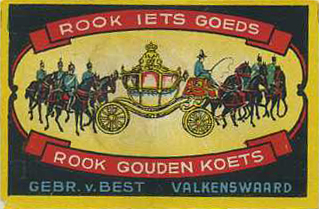
Gouden Koets op lucifersdoosje

Voorts werden er op kleine schaal sigaren gemaakt. Terwijl het bedrijf in 1870 reeds 32 werknemers had, ging het in 1871 in vlammen op. Doch in hetzelfde jaar werd een nieuwe fabriek op het Rapelenburg gebouwd. Jasper trok zich terug uit de zaak en werd burgemeester van Valkenswaard. Jan, een ondernemer, liet de zaak verder groeien en weldra waren er 200 mensen in dienst en werd er een vestiging in Leende geopend.

In 1877 werd een bedrijfsharmonie opgericht: Uitspanning Na Arbeid (UNA), die nog steeds bestaat. Ook de muziekkiosk op de Markt werd door toedoen van het bedrijf opgericht. Maar in 1880 overleed Jan van Best op 38-jarige leeftijd. Hierop werd broer Antoon van Best aangezocht. Deze was in Eindhoven een Leerlooierij begonnen. Zijn zoon Frans van Best kwam in 1899 in de zaak. In 1891 werd een cigarenfabriek in Zonhoven geopend. Echter in 1886 was er weer een brand in het Valkenswaardse bedrijf, waardoor de productie stagneerde en een deel van de markt wegviel.
In 1890 had de Firma Gebr. van Best, die onder meer de Montagnard sigaren maakte, al 290 werknemers. Ook merken als La Brabançonne, en later ook Fraternitas, Furore en Gouden Koets waren erg populair. In diverse plaatsen had de firma eigen winkels, maar ook export was belangrijk.
Moderniseringen bestonden uit de invoering van gas uit carbid en de aanschaf van een stoommachine in 1894. In 1917 werd opnieuw een filiaal geopend, en wel in Bergeijk. Hoewel in 1939 nog het 75-jarig jubileum kon worden gevierd, moest het bedrijf na de Tweede Wereldoorlog worden geliquideerd, omdat het bedrijf te klein was voor de nieuwe omstandigheden. De werkkrachten vloeiden geleidelijk af en konden zo een nieuwe baan vinden, want Van Best stond altijd bekend als een sociaal bedrijf. In 1955 werden de fabrieksgebouwen verkocht.
De opkomst van Van Best heeft echter geleid tot nog veel meer activiteiten op tabaksgebied. Zeker 61 bedrijven van enig belang heeft Valkenswaard gekend. Sommige daarvan zijn klein gebleven, en andere zeer groot geworden.

## Opkomst
In 1879 begon Jan Baken een klein bedrijf, en daarna verschenen de fabrieken en fabriekjes in snel tempo. In 1900 waren er al 14. Vaak vlogen ze ook in brand. Vooral de sigarendroogmethode, bij de kachel, was een boosdoener.

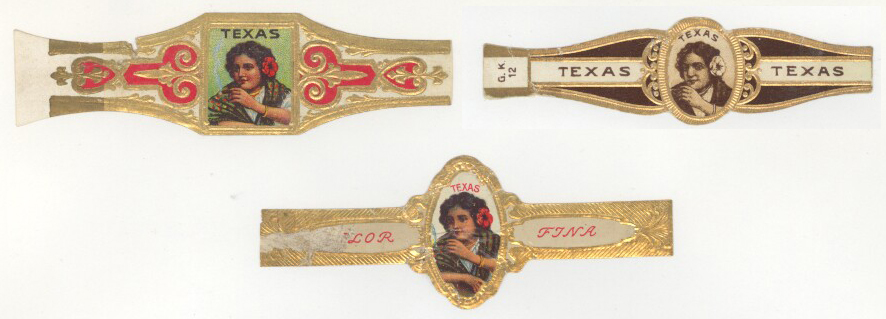
Enkele bandjes van Texas sigaren

Van belang was het bedrijf van Peer Hoekx, de zoon van een Teut uit Luyksgestel, die samen met zijn zwager Johannes Adrianus Maas (1853-1914) in 1883 de Firma Hoekx en Maas oprichtte, die het merk Texas voerde. In 1914 had het bedrijf 130 werknemers, en filialen in Reusel en Hapert. Meer dan eens zorgde dit bedrijf voor problemen. Het was hard voor met name de werknemers die lid waren van de socialistische Algemene Nederlandse Bedrijfsbond. Op 7 februari 1920 in Roomsch Leven Tweede jaargang No. 2 werden de werkgevers door het blad opgeroepen tot het volgende: weest in dit opzicht eensgezind en stuurt al uwe socialistische arbeiders uit uwe fabriek, uit uwe werkplaats. Stuurt ze eruit, en laat u niet verteederen door medelijden met hun huisgezin....
Zelfs een blad als De Christelijke Tabakswerker omschreef een dergelijke oproep als barbaars. Aangezien met name de Texas sigarenfabrieken gretig op genoemde oproep ingingen en de socialistische arbeiders op straat zetten, leidde dit tot een landelijke boycot actie en ernstig imagoverlies. De kwaliteit van de sigaren redde het bedrijf nog een tijd lang, en in 1925 waren er nog 400 mensen in dienst. In 1928 echter, begon firmant Hoekx voor zichzelf met het bedrijf Holland-Amerika. Dit betekende spoedig het einde van de Texas sigarenfabriek, waarvan de leiding in 1900 al eens ruzie heeft gehad met Jacobus Heesterbeek, waaruit de Hofnar fabrieken zijn voortgekomen.
Het conflict heeft echter geleid tot betere sociale verhoudingen in de sigarenindustrie, waar uiteindelijk beide partijen van profiteerden.
Nog vele andere sigarenfabrieken hebben het licht gezien, maar in 1933 kwamen de laatste in de reeks. Het aantal werknemers in de sigarenindustrie nam nog wel toe, evenals het aantal inwoners van Valkenswaard. Had de plaats in 1865 slechts 1176 inwoners, waarvan 3 werkzaam in de sigarenindustrie,
- in 1900: 2438 en 476;
- in 1910: 3379 en 725
- in 1920: 5272 en 1053
- in 1930: 7078 en 1491
- in 1935: 10061 en 2900.

Er waren in dat laatste jaar 15 sigarenfabrieken en 22 kleine bedrijven. Aan deze cijfers kan wel worden gezien dat de snelle groei van Valkenswaard nauw gerelateerd was aan de opkomst van de sigarenindustrie en dat bijna 1/3 van de totale Valkenswaardse bevolking hierin werkzaam is geweest.

## Neergang
Na de Tweede Wereldoorlog veranderde, evenals in Eindhoven, het economisch klimaat. De kostprijs voor een sigaar werd hoger, en de sigaar moest marktaandeel afstaan aan de sigaret. Mechanisatie was hierop het antwoord, wat betekende dat alleen de grootste bedrijven konden blijven voortbestaan. Hoewel in 1948 nog een nieuw sigarenbedrijf werd opgestart door P. van de Hurk, kwam dit niet verder dan 4 werknemers in 1950, die het merk Huval produceerden.
Nog enige decennia zouden Hofnar en Willem II als grote bedrijven in Valkenswaard aanwezig zijn, maar hun dominante positie in de Valkenswaardse economie werd geleidelijk aan overvleugeld door andere bedrijven, bijvoorbeeld die in de metaalsector. Uiteindelijk sloot Hofnar in 1990 haar poorten, terwijl Willem II werd overgenomen door Swedish Match Cigars, dat de productie uit Valkenswaard naar Houthalen heeft verplaatst.

## Externe bron
J. Bots en H. Mélotte, 1977, Van Wedert tot Valkenswaard: Een historiebeschrijving van Valkenswaard in twee delen. ISBN 90 9000045 3